# Allemans
Allemans (trong tiếng Occitan Alamans) là một xã của Pháp, nằm ở tỉnh Dordogne trong vùng Aquitaine của Pháp. Xã này có diện tích 18,75 km2, dân số năm 2006 là 558 người. Xã nằm ở khu vực có độ cao trung bình 116 m trên mực nước biển.

## Thông tin nhân khẩu
| Năm    | 1962 | 1968 | 1975 | 1982 | 1990 | 1999 | 2006 |
| ------ | ---- | ---- | ---- | ---- | ---- | ---- | ---- |
| Dân số | 553  | 519  | 511  | 506  | 489  | 540  | 558  |